# Satteldorf
Satteldorf ist eine Gemeinde und ein Ort im Landkreis Schwäbisch Hall im fränkisch geprägten Nordosten Baden-Württembergs. Die Gesamtgemeinde entstand am 1. Januar 1974 durch den Zusammenschluss der Gemeinden Ellrichshausen, Satteldorf und Gröningen.
Die Gemeinde Satteldorf ist mit der Stadt Crailsheim und den Gemeinden Frankenhardt und Stimpfach eine Vereinbarte Verwaltungsgemeinschaft eingegangen.

## Geographie

### Geographische Lage
Satteldorf liegt auf der Hohenloher Ebene an der Jagst, einem rechten Nebenfluss des Neckars, etwa 4 km nördlich von Crailsheim. Die östlichen Ortsteile befinden sich direkt am Trauf der Frankenhöhe.

### Nachbargemeinden
Die Gemeinde grenzt im Norden an Wallhausen, im Osten an die bayerische Gemeinde Schnelldorf (Landkreis Ansbach), im Südosten an Kreßberg, im Süden an die Stadt Crailsheim und im Westen an die Stadt Kirchberg an der Jagst.

### Gemeindegliederung
Zur Gemeinde Satteldorf mit den bis zur Gemeindegebietsreform in Baden-Württemberg selbstständigen Gemeinden Ellrichshausen (31. Dezember 2014 – 1003 Einwohner) und Gröningen (31. Dezember 2014 – 1339 Einwohner) gehören 31 Dörfer, Weiler, Höfe und (Einzel-)Häuser.
Auf Satteldorfer Gemeindegrund liegen einige abgegangene Ortschaften.
- Im Gebiet der früheren Gemeinde Ellrichshausen: Asbach und Sandhof
- Im Gebiet der früheren Gemeinde Gröningen: Anhausen, Gronach, Hambach ⊙[3] und Wolfartsweiler sowie
- Im Gebiet der Gemeinde Satteldorf vor der Gemeindegebietsreform: Bingarten, Birkach, Häuslensberg, Hermannsberg, Reinbottenhausen ⊙, Sattelberg und Stengelhof.[4]

### Flächenaufteilung
Nach Daten des Statistischen Landesamtes, Stand 2014.

## Geschichte
Die frühe Geschichte Satteldorfs war geprägt von der Grundherrschaft und niederen Gerichtsbarkeit verschiedener Adelsfamilien. Die Frage nach der Zuständigkeit der hohen Gerichtsbarkeit war bis um das Jahr 1700 mehrfach strittig, jedoch konnten sich hier letztlich die Markgrafen von Ansbach durchsetzen, die auch die Landesherrschaft ausübten. 1806 fiel Satteldorf für vier Jahre an das Königreich Bayern. Auf Grund des Grenzvertrags von 1810 kam die Gemeinde 1810 an das Königreich Württemberg und wurde dem Oberamt Crailsheim unterstellt. Bei der Kreisreform während der NS-Zeit in Württemberg gelangte Satteldorf 1938 zum neu eingerichteten Landkreis Crailsheim. 1945 bis 1952 gehörte Satteldorf zum Land Württemberg-Baden, das 1945 in der Amerikanischen Besatzungszone gegründet worden war. 1973 erfolgte die Kreisreform in Baden-Württemberg, bei der Satteldorf zum Landkreis Schwäbisch Hall kam. Am 1. Januar 1974 schloss sich Satteldorf im Rahmen der Gebietsreform in Baden-Württemberg mit den bis dahin selbstständigen Nachbargemeinden Ellrichshausen und Gröningen zu heutigen Gemeinde zusammen.

## Politik

### Gemeinderat
In Satteldorf wird der Gemeinderat nach dem Verfahren der unechten Teilortswahl gewählt. Dabei kann sich die Zahl der Gemeinderäte durch Überhangmandate verändern. 2024 umfasst der Gemeinderat 18 Personen, darunter vier Frauen. Er besteht aus den gewählten ehrenamtlichen Gemeinderäten und dem Bürgermeister als Vorsitzendem. Der Bürgermeister ist im Gemeinderat stimmberechtigt.
Die Kommunalwahl am 9. Juni 2024 führte zu folgendem Endergebnis. Die Wahlbeteiligung betrug 59,25 Prozent.
| Liste                              | Stimmenanteil | Sitze | Ergebnis 2019 |
| Allgemeine Wählervereinigung (AWV) | 46,61 %       | 9     | 8 Sitze       |
| Freie Wählergemeinschaft (FWG)     | 39,81 %       | 7     | 8 Sitze       |
| Aktive Bürger                      | 13,58 %       | 2     | 3 Sitze       |

### Bürgermeister
Bürgermeister ist seit dem 1. April 2022 der parteilose Thomas Haas. Er wurde am 30. Januar 2022 mit 56,5 Prozent der Stimmen zum neuen Bürgermeister gewählt. Er folgte den ebenfalls parteilosen Kurt Wackler nach, der von 1998 bis 2022 amtierte.

## Kultur und Sehenswürdigkeiten

### Bauwerke
Zu den Sehenswürdigkeiten der Gemeinde zählen u. a.:
- Nikolauskirche, im Hauptort Satteldorf. Erste urkundliche Erwähnung eines Pfarrers im Jahr 1285. Sehr wahrscheinlich bestand an der Stelle der heutigen Kirche schon lange vorher eine Kirche oder Kapelle.
- Anhäuser Mauer, nordwestlich von Gröningen. Überrest des Klosters Anhausen aus dem Jahre 1403.
- Schloss Burleswagen, nordwestlich von Satteldorf auf dem linken Mündungssporn des Entenbachs.
- Mühlenmuseum in der Hammerschmiede im unteren Gronachtal. Bau aus dem Jahre 1804.
- Wüstung Heinzenmühle, südöstlich von Bölgental an der Jagst.
- Schloss Gröningen im Dorf Gröningen.
- Heinzenmühlensteg. Der im Jahre 1998 errichtete überdachte Holzsteg führt wenige Schritte neben den Grundmauern der ehemaligen Heinzenmühle über die Jagst.

### Fahrzeugmuseum
Rudolf Wagner gründete 1987 ein Fahrzeugmuseum in Satteldorf.
Während der mittlerweile jahrzehntelangen Existenz sind verschiedene Namen für das Museum überliefert: mehrheitlich Kraftwagen + Krafträder, aber auch Oldtimer-Museum und Oldtimermuseum Satteldorf-Ellrichhausen.
Die Ausstellung befindet sich einem ehemaligen Bahnhofsgebäude der Königlich Württembergischen Staats-Eisenbahnen in der Gemeinde Ellrichshausen.
Gezeigt werden alte Automobile, Motorräder, Motorroller und Mopeds sowie Fahrräder.
Ein Schwerpunkt liegt auf Kleinwagen der 1950er Jahre.
Im Einzelnen werden BMW 315/1, BMW Isetta, Borgward P 100, Fiat 508, Glas V8, Goggomobil als Coupé und Mercedes-Benz W 120 als Krankenkraftwagen genannt.
Die Angaben zur Anzahl der ausgestellten Exponate schwanken zwischen 40 Fahrzeugen, 40 Autos plus 40 Krafträder und 40 Autos plus 43 Krafträder.

### Freizeit
- Freibad Satteldorf: großes Familien-Freibad, wurde im Jahr 2006 komplett modernisiert und umgebaut
- Badesee Gröningen: kleiner Badesee

## Wirtschaft und Infrastruktur
In Satteldorf besteht ein großes Industriegebiet mit direktem Anschluss an die Autobahn A6 und die Bundesstraße B290. Eines der wichtigsten Unternehmen in Satteldorf ist das Bauunternehmen Leonhard Weiss GmbH & Co. KG, das dort (sowie in Göppingen) seinen Hauptsitz hat.

### Verkehr

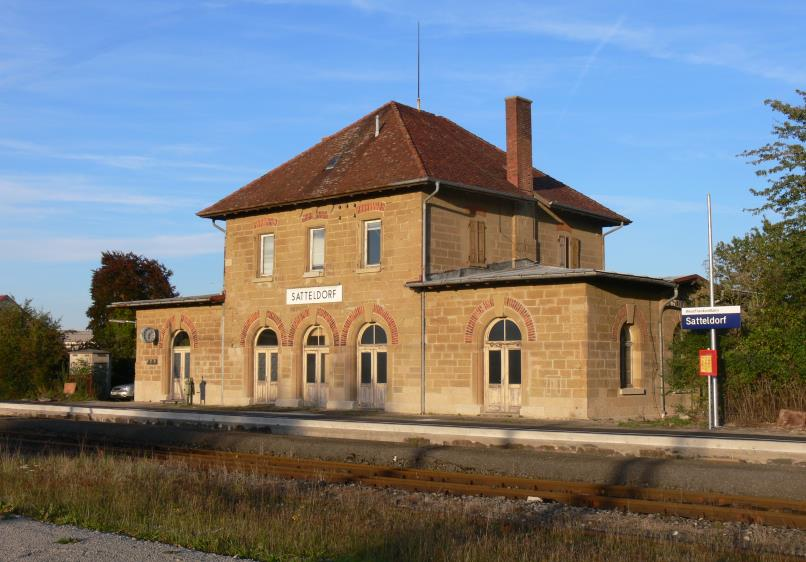
Der Satteldorfer Bahnhof

Satteldorf liegt direkt an der B 290 und der A 6. Satteldorf hat eine eigene Autobahnanschlussstelle. Im nahe gelegenen Autobahnkreuz Feuchtwangen/Crailsheim kreuzen sich die A 6 und die A 7.
Die Gemeinde ist mit den Buslinien 52, 55, 55B, 65 mit Crailsheim verbunden und gehört dem Verkehrsverbund KreisVerkehr Schwäbisch Hall an. Außerdem liegt der Ort direkt an der Bahnstrecke Crailsheim–Königshofen. Der Bahnhof Satteldorf wird seit September 2007 wieder vom Personenverkehr der Westfrankenbahn bedient, nachdem dort 22 Jahre lang keine Reisezüge mehr hielten.
Durch eine Alltagsroute aus dem Radnetz Baden-Württemberg ist Satteldorf mit Crailsheim und in der anderen Richtung über Wallhausen, Rot am See, Blaufelden und Schrozberg mit Bad Mergentheim verbunden.

### Bildung
In Satteldorf gibt es eine Grund- und Hauptschule mit einer Außenstelle in Gröningen. Derzeit werden dort 335 Schüler (Schuljahr 2007/08) unterrichtet. Außerdem gibt es in der Gemeinde im Ortsteil Ellrichshausen eine Förderschule für behinderte Kinder.

### Sportvereine
In der Gemeinde Satteldorf existieren mehrere Sportvereine:
- Die SpVgg Gröningen-Satteldorf 1946 e. V. ist der mitgliederstärkste Verein der Gemeinde. Mit ca. 1.600 Mitgliedern zählt dieser ebenfalls zu den größten Vereinen im Landkreis Schwäbisch Hall. Das Angebot besteht aus Fußball, Leichtathletik, Turnen, Tennis, Volleyball, Tischtennis, Badminton.
- In Gröningen ist der Liederkranz-Sportfreunde (kurz LSF) Gröningen anzutreffen. Das Angebot des Vereins richtet sich in erster Linie auf den Turnbereich sowie Badminton.
- Die KSG Ellrichshausen ist der zweitgrößte Sportverein in der Gemeinde und bietet verschiedene Sportangebote an.

## Söhne und Töchter der Gemeinde
- Carl August von Seckendorf (1774–1828), Verwaltungsjurist und Oberkonsistorialpräsident der Evangelisch-Lutherischen Kirche in Bayern
- Rudolf Spreng (1905–1970), politischer Beamter